# Corps Thuringia Jena

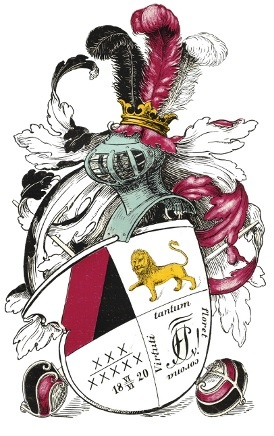
Armoiries du Thuringia

Le Corps Thuringia Jena est une association étudiante combattante et portant couleur (de) de l'Association Kösener SC (KSCV). Le corps réunit des étudiants et anciens élèves de l'Université Friedrich-Schiller, de l'Université des sciences appliquées Ernst-Abbe et d'anciens étudiants de l'Université de Hambourg. Les membres du corps sont appelés Jenenser Thüringer ou Jenschthüringer.

## Couleur
Les Thuringiens portent du noir, du rouge cardinal et du blanc avec des percussions argentées comme couleur. En tant que caractéristique régionale, les associations étudiantes d'Iéna et de Halle-sur-Saale comptent leurs couleurs de bas en haut. La casquette étudiante est noire. La bande du renard est rouge cardinal-blanc-rouge cardinal.
La devise est liberté, honneur, amour fraternel ! La devise héraldique est Virtuti tantum fleuret corona !

## Histoire

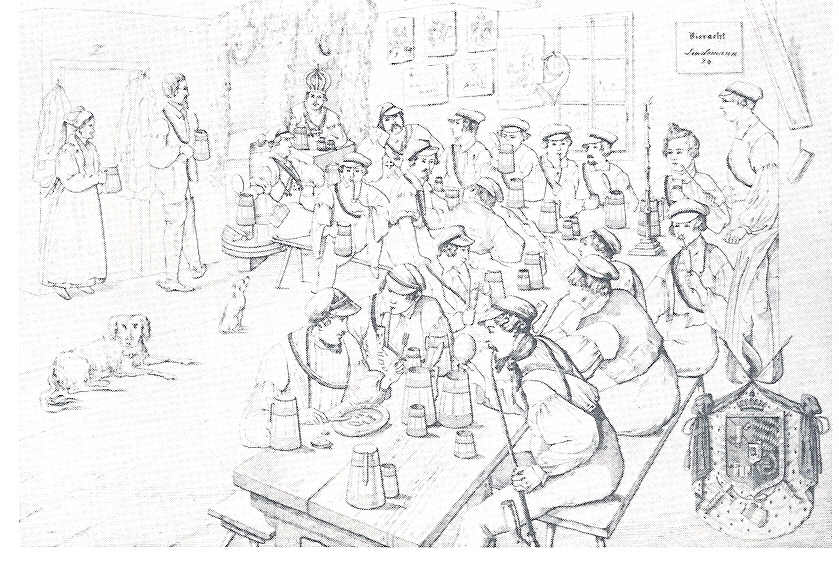
Duché de la bière de Lichtenhain

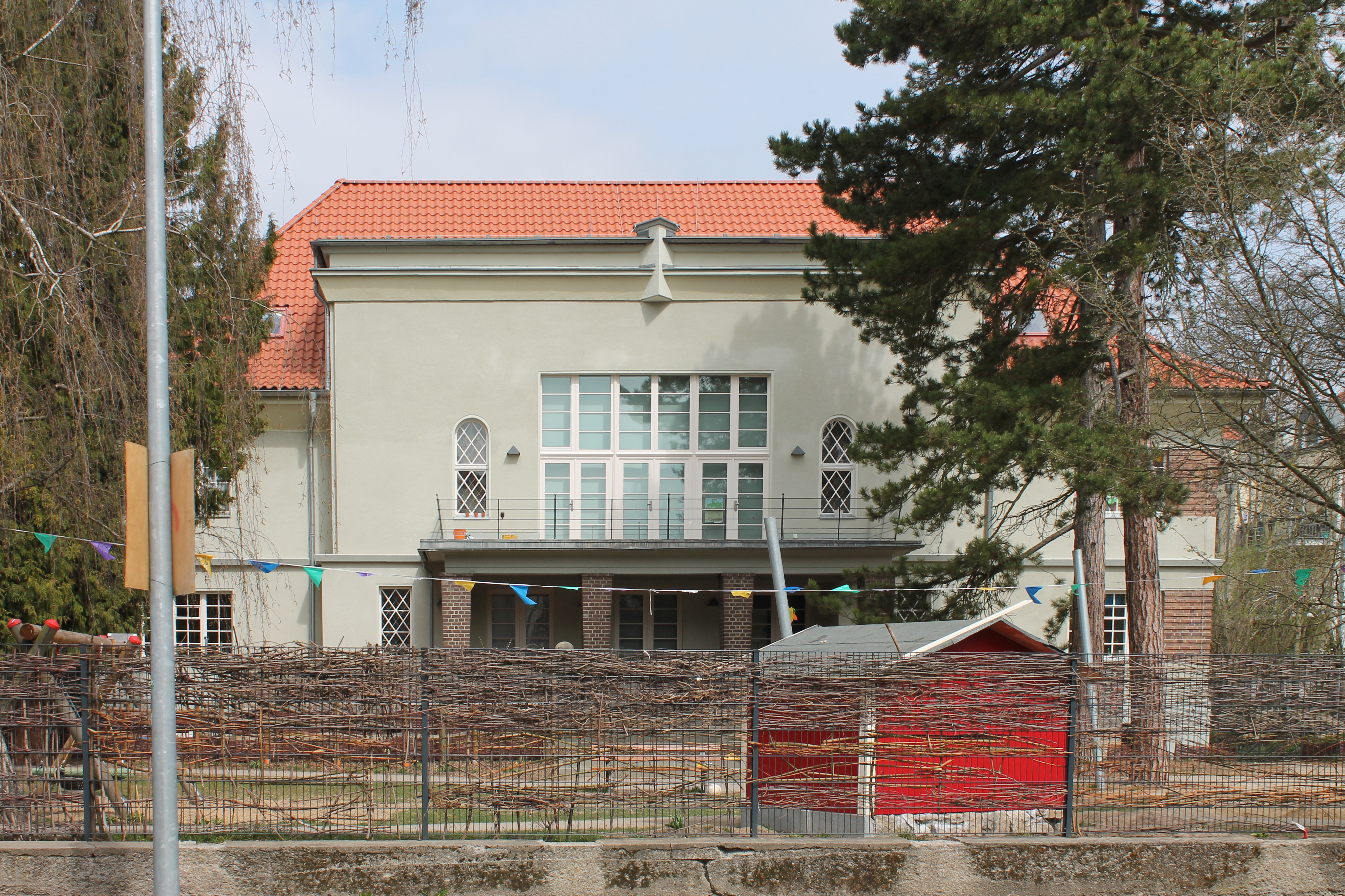
L'ancienne maison du Thuringia sur August-Bebel-Strasse

Le Corps Thuringia est fondé le 6 juin 1820 par des étudiants de l'université d'Iéna. Il s'inscrit dans la tradition de l'état de la bière et créé le célèbre duché de la bière de Lichtenhain. Il est nommé d'après Lichtenhain, où il se tient.

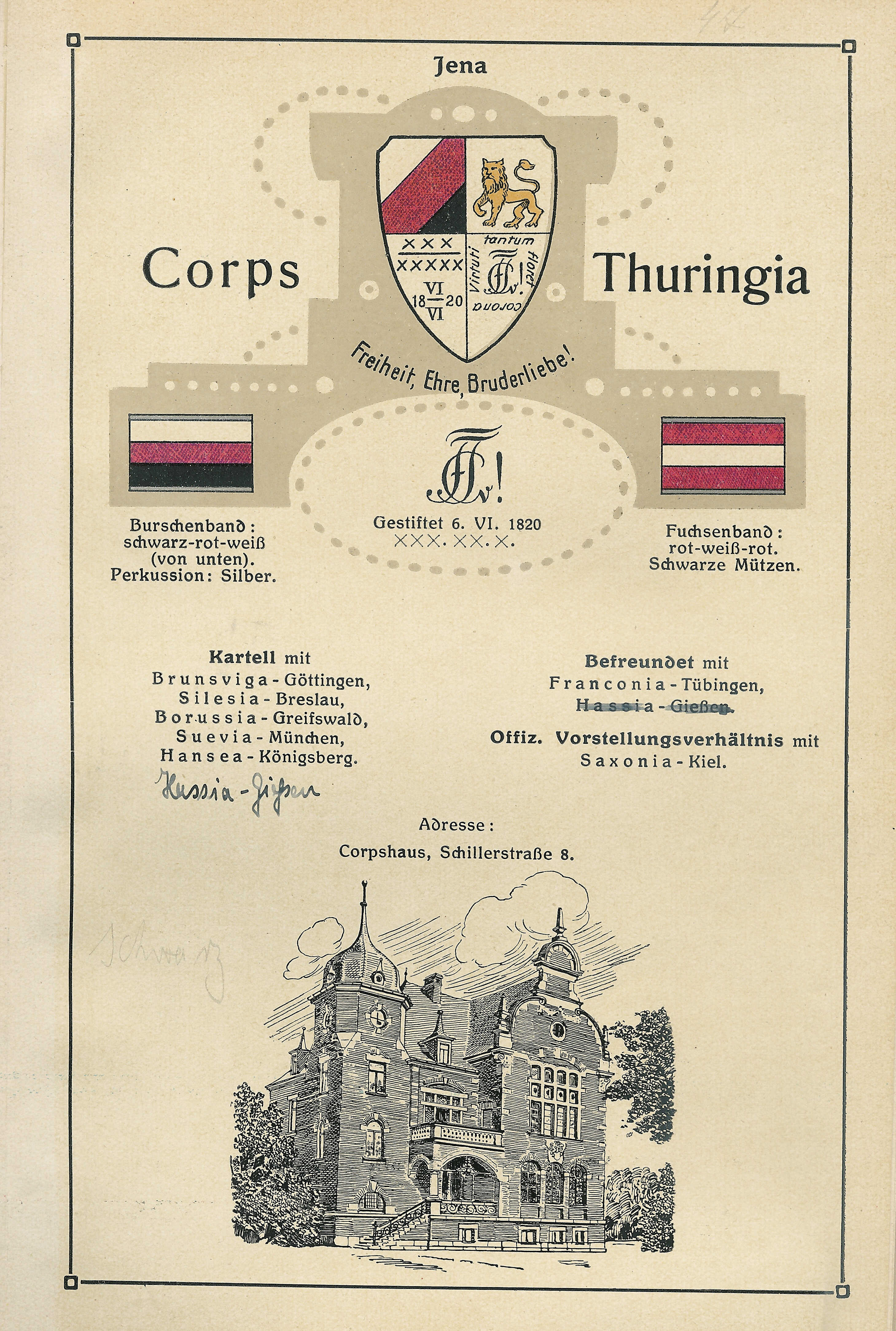
Conditions du Thuringia (1912)

Thuringe est l'un des fondateurs du cercle noir (de) avec le Corps Brunsviga Göttingen (de). Le fait qu'ils l'ont dominé pendant l'Empire allemand est illustré de manière impressionnante par la politique de cercle du Saxonia Leipzig. Thuringia et Brunsviga font partie de l'un des plus anciens cartels depuis 1846.
Toutes les fraternités étudiantes étant interdites en République démocratique allemande, la Thuringia a dû déménager en Allemagne de l'Ouest. Dans l'après-guerre, il est l'un des premiers corps à reprendre les opérations actives, le 6 juin 1948 au convent des anciens d'Hambourg. En janvier 1950, il fait partie des 22 corps qui se regroupent au sein du groupe d'intérêt et préparent la reconstitution du KSCV. L'IG est initiée par le Thuringien Otto Klonz, avocat à Cologne-Marienburg.
À l'été 1990, Thuringia décide d'être la première fraternité étudiante en Allemagne à retourner à son siège d'origine dans ce qui était alors l'Allemagne de l'Est. Elle revend la maison de Hambourg et reprend le corps à Iéna avant la réunification.
En tant que membre du cartel d'Eisenach, la Thuringe est considérée comme l'un des corps les plus influents du KSCV. De plus, avec l'objectif de deux mensurs par semestre, c'est probablement l'une des fraternités qui a le plus de mensurs obligatoires.
En 1850, 1859, 1970 et 1999, le corps fournit le président de l'OKC. Gustav Bachus, le président de Königsberg de l'oKC 1894, est également thuringien.

## Membres notables
Par ordre alphabétique
- Heinrich Albert (1874–1960), ministre de l'économie du Reich en 1923, président du conseil d'administration du Norddeutscher Lloyd
- Alfred Appelius (de) (1858–1932), président du parlement du grand-duché de Saxe-Weimar-Eisenach
- Hugo Bach (de) (1872–1950), juge en Sud-Ouest africain allemand, fonctionnaire ministériel
- Friedrich Bacmeister (de) (1840–1889), célèbre escrimeur étudiant
- Karsten Bahnson (de) (né en 1941), historien étudiant
- Karl von Bardeleben (de) (1849–1918), professeur d'anatomie à l'université d'Iéna, médecin-général à la suite
- Adolph Baumbach (de) (1825–1903), député du Reichstag
- Adolf Becker (de) (1848–1922), maire de Rostock
- Hermann Beyer (de) (1868–1955), médecin ORL
- Wolfgang Bonde (1902–1945), juriste
- Gustav Bournye (1823–1858), administrateur de l'arrondissement de Prüm
- Moritz Brückner (de) (1807–1887), administrateur de l'arrondissement d'Ohrdruf (de), président du parlement du duché de Saxe-Gotha (de)
- Hans Danckwortt (de) (1875–1959), procureur et juge
- Friedrich Deinhardt (de) (1926–1992), virologue
- Theodor Dependorf (de) (1870–1915), dentiste et professeur d'université à Iéna et Leipzig
- Axel Döhn (de) (1843–1909), administrateur de l'arrondissement de Preußisch Stargard (de) et de l'arrondissement de Dirschau (de)
- Philipp W. Fabry (de) (né en 1927), philologue et historien
- Gustav Fels (de) (1842–1922), maire de Lehe
- Ernst Flemming (de) (1870–1955), fonctionnaire des mines, vice-président du conseil de surveillance de Preussag
- Hugo Friedrich Fries (de) (1818–1889), député du Reichstag
- Christian Gänge (de) (1832–1909), professeur de chimie à l'université de Iéna
- Wolfgang Geißler (de) (1904–1992), administrateur de l'arrondissement de Ziegenrück, de l'arrondissement de Bilin (de), de l'arrondissement de Brüx (de), de l'arrondissement de Rybnik et de l'arrondissement de Rippin (de)
- Werner Gercke (de) (1885–1954), conseiller régional de Poméranie, cofondateur et directeur de la ville de Poméranie
- Christoph Görtz (de) (1812–1889), député du Reichstag de Lübeck
- Karl Grünberg (de) (1875–1932), professeur titulaire d'oto-rhino-laryngologie à Bonn
- Rudolf Hahn (de) (1863–1934), médecin spécialiste des maladies de la peau et des maladies vénériennes, député du Bürgerschaft de Hambourg
- Carl Hauß (de) (1875–1942), président de l'Office des brevets du Reich
- Oswald Heddaeus (de) (1912–2006), juge fédéral
- Christian Herfarth (de) (1933–2014), chirurgien, titulaire d'une chaire à Ulm et Heidelberg
- Wolfgang Herr (de) (né en 1965), hématologue, titulaire d'une chaire à Ratisbonne
- Karl Friedrich Heusinger (1792–1883), médecin
- Karl Hirsch (de) (1870–1930), professeur de médecine interne
- Hans-Richard Hirschfeld (de) (1900–1988), ambassadeur
- Heinrich Homann (de) (1911–1994), cofondateur du Comité national pour une Allemagne libre, président du NDPD (1972-1989), vice-président du Conseil d'État de la RDA (1960-1989)
- Richard Karutz (de) (1867–1945), médecin et ethnologue
- Edmund Kirchner (de) (1817–1895), administrateur de l'arrondissement de Gehren (de)
- Jens Korn (né en 1973), maire de Wallenfels
- Albert Lindner (de) (1831–1888), écrivain
- Julius Löbe (de) (1805–1900), linguiste et théologien
- Bernhard Maempel (de) (1816–1870), conseiller régional à Sondershausen, député et vice-président du parlement de la principauté de Schwarzburg-Sondershausen
- Heinrich Martins (de) (1829–1903), maire de Glogau, député de la chambre des seigneurs de Prusse
- Eduard Mittenzwey (de) (1843–1936), président du tribunal de grande instance d'Eisenach
- Fritz Möller (1906–1983), pionnier de la recherche sur les rayonnements et les satellites
- John Muhl (de) (1879–1943), historien de Dantzig
- Fritz Mussehl (1885–1965), fonctionnaire
- Hans Erich Nossack (1901–1977), écrivain
- Paul Petersilie (de) (1897–1968), fonctionnaire médical
- Bernhard Riedel (de) (1846–1916), professeur titulaire de chirurgie à Iéna
- Karl Riedel (de) (1883–1949) juriste et homme politique (DVP, NSDAP, SS)
- Hermann Rittscher (de) (1839–1897), sénateur de la ville hanséatique de Lübeck
- Diedrich Sägelken (de) (1816–1891), recteur d'école, député du parlement oldenbourgeois (de)
- Johannes Sarnow (de) (1860–1924), gouverneur de Poméranie
- August Sartori (de) (1827–1908), pédagogue
- Arnold Schleiff (de) (1911–1945), professeur de théologie à l'université de Königsberg
- Peter Schleiff (de) (1910–2011), dermatologue à Quedlinbourg
- Erich Schlüter (de) (1903–1977), président du tribunal régional et homme politique
- Gustav Schmalfuss (de) (1856–1921), gynécologue
- Hans Schmalfuß (de) (1894–1955), chimiste et professeur d'université
- Adolf Schmidt (de) (1898–1985), chef d'arrondissement dans le Gouvernement général
- Franz Heinrich Schröter (de) (1835–1911), conseiller de tribunal d'instance, député de la chambre des représentants de Prusse, député du Reichstag
- Hugo Schuchardt (1842–1927), romaniste et linguiste
- Hans Schwaar (de) (1870–1946), fonctionnaire ministériel dans le Mecklembourg
- W. H. Eugen Schwarz (de) (né en 1835), chimiste
- Constantin Sorger (de) (1829–1877), maire de Gera
- Wilhelm Specht (de) (1874–1945), psychiatre et psychologue criminel à Munich
- Kurt Täger (de) (1879–1946), maire de Herne
- Gustav Toepke (de) (1841–1899), juriste et historien
- Karl Ulbricht (de) (1843–1913), directeur de l'arrondissement de Zerbst (de) et Ballenstedt (de)
- Hans Wagenführ (de) (1886–1944), maire de Düsseldorf
- Hermann Friedrich Wendt (de) (1838–1875), professeur d'otologie
- Julius Winckel (de) (1857–1941), consul général à Trieste et en Albanie
- Wilhelm Witting (de) (1842–1899), directeur de l'arrondissement de Zerbst
- Fedor von Wuthenau (de) (1859–1917), propriétaire de manoirs, chambellan (retiré comme renard)

## Récipiendaire de la médaille Klinggräff
Les personnes suivantes ont reçu la médaille Klinggräff de l'Association des anciens étudiants de corps (de) :
- Wolfgang Herr (de) (1992)

## Relations avec les autres corps
cartel
Brunsviga Göttingen (de)
Silesia Breslau zu Frankfurt (Oder) (de)
Borussia Greifswald (de)
Suevia München (de)
Hassia-Gießen zu Mainz
Franconia Tübingen (de)
Hansea Königsberg (disparu en 2001)
relations amicales
Suevia Straßburg
Saxonia Kiel
Gothia Innsbruck (de)
Bavaria Würzburg (de)
Lusatia Leipzig (de)